# Chrysolampus silvensis
Chrysolampus silvensis is een vliesvleugelig insect uit de familie Perilampidae. De wetenschappelijke naam is voor het eerst geldig gepubliceerd in 1929 door Girault.